# Im Namen meines Sohnes
Im Namen meines Sohnes ist ein deutscher Fernsehfilm von Damir Lukačević aus dem Jahre 2015 mit Tobias Moretti in der Hauptrolle. Der Film basiert auf der wahren Geschichte von Ulrich Jahr, dessen Sohn 1992 von Martin Ney, dem sogenannten „Maskenmann“ ermordet wurde.

## Handlung
Zwei Tage bevor Familie Jansen 1992 zu einem Urlaub in die USA aufbrechen möchte, verschwindet Hannes, der ältere der beiden Söhne, nachts aus seinem Internat. Ist der 13-Jährige, der bei einer Mathematikarbeit versagte, aus Angst vor der Reaktion des Vaters ausgerissen? Der Wirtschaftsinformatiker Claus Jansen und seine Frau Heike können sich das nicht vorstellen. Sie gehen von einem Gewaltverbrechen aus. Kommissar Jan Schnabel leitet die Ermittlungen.
Vier Wochen später wird Hannes’ Leiche nackt und mit auf den Rücken gefesselten Händen in einer Düne gefunden. Die Eltern müssen ihrem jüngeren Sohn, dem 6-jährigen Sebastian, behutsam beibringen, dass sein Bruder tot ist.
Claus setzt alles dran, die Aufklärung des Verbrechens voranzutreiben. Er verteilt Handzettel und gibt Fernsehinterviews am Grab des toten Sohnes. Dass Kommissar Schnabel den Fall längst zu den Akten gelegt hat, ist aus seiner Sicht ein weiterer Beleg dafür, dass der leitende Ermittler mit dem Internatsleiter unter einer Decke steckt und die Sache vertuschen will. Claus wird wegen Verleumdung vor Gericht gestellt und riskiert zunehmend, sich selbst und die Liebe seiner Frau zu verlieren. Heike zuliebe gibt er die Suche nach dem Mörder auf.
Zwei Jahre darauf wird erneut ein Junge aus einem Schullandheim entführt und ermordet. Auch seine Leiche wird nackt im Sand gefunden. Kurz danach fährt Sebastian, inzwischen 9 Jahre alt, mit seiner Klasse ebenfalls in ein Schullandheim. In der Nacht bekommt Sebastian Angst und ruft Claus an, der ihn am nächsten Morgen abholt. Sebastian erzählt von einem maskierten, schwarz gekleideten Mann, der im Jahr zuvor in der Nacht in diesem Schullandheim gesehen wurde.
Der russische Offizier Vladimir Suworow, der in Deutschland Asyl beantragt hat und Privatdetektiv werden möchte, bietet Claus seine Hilfe an. Claus und Vladimir recherchieren gemeinsam und stoßen in alten Zeitungsartikeln auf einen „maskierten Sextäter“, der nachts in Schullandheime eingedrungen ist und mindestens sieben Jungen missbraucht hat.
Während sich Claus um nichts anderes mehr als um die Suche nach dem Mörder kümmert, versucht Heike die Familie zusammenzuhalten und beginnt wieder als Lehrerin zu arbeiten. Die Polizei nimmt einen Verdächtigen fest, muss Michael Strong jedoch bald wieder freilassen, weil sich der Tatverdacht nicht bestätigt hat. Auch Claus und Vladimir, die sich an die Spur von Strong heften, können ihm keine Schuld nachweisen.
Zeitsprung in das Jahr 2001. Ein Mann fährt in einem VW-Bus durch die karge norddeutsche Landschaft. An einem Schullandheim beobachtet er spielende Kinder. In der Nacht geht er mit einer Maske bekleidet in ein Zimmer und trägt einen schlafenden Jungen hinaus. Auch dieser Junge wird ermordet aufgefunden. Erst jetzt setzt sich in der Öffentlichkeit und bei der Polizei die Überzeugung durch, dass es sich um einen Serientäter handelt. Davon war Claus von Anfang an überzeugt. Die Polizei veröffentlicht ein Phantombild, das einen großen, schwarzen Mann mit Maske zeigt. Die Öffentlichkeit nennt ihn den „Schwarzen Maskenmann“. Kommissar Schnabel leitet die Sonderkommission, die den Mörder jagt. Inzwischen haben sich 24 Jungen gemeldet, die vom Maskenmann missbraucht wurden. Schnabel steht unter Druck. Die Presse wirft den Behörden Schlamperei vor. Claus wird wieder von seinem Schicksal gepackt. Er zeigt Schnabel einen anonymen Brief, der an ihn geschickt wurde und einen Lehrer stark belastet. Schnabel, den die unaufgeklärten Fälle ebenfalls nicht losgelassen haben, hat sich zum Profiler ausbilden lassen und beim FBI Erfahrungen gesammelt. Er offenbart Claus, dass der Maskenmann nach einem Schema mordet: Alle drei Jahre tötet er einen Jungen. Neben den drei Jungen in Deutschland, die er 1992, 1995 und 2001 ermordet hat, hat er 1998 einen Jungen aus einem Zeltlager in den Niederlanden entführt und getötet.
Doch auch die Spur des Lehrers verläuft im Sand. Wütend über diese Entwicklung reicht Claus eine Dienstaufsichtsbeschwerde gegen den Kommissar ein. Von nun an verbringt Claus jede freie Minute in seiner zum Rechenzentrum umfunktionierten Garage, in der sich Ordner an Ordner reiht, sammelt penibel Fakten und Vermutungen über den Fall, versucht sie wie Puzzleteile zusammenzusetzen und streitet sich mit den Behörden bis hin zum Justizminister Niedersachsens. 2004 wird der fünfte Junge ermordet, diesmal in Frankreich.
Zeitsprung in das Jahr 2009. Sebastian zieht aus dem Elternhaus aus, um zu studieren. Auch Heike verlässt Claus ein Jahr später. Claus, der arbeitslos ist, hat Tagträume von Hannes, seinem toten Sohn. Im Internet verfolgt er den Fall des Maskenmannes. Es gibt eine große Community, die sich in Foren Gedanken machen, wer der Maskenmann sein könnte. Claus streitet sich mit einem User, der sich „Coolboy“ nennt und behauptet zu wissen, wer der Maskenmann sei, weil er als Junge selbst von ihm missbraucht wurde.
Sebastian, der sich inzwischen auch für den Fall interessiert, besucht seinen Vater. Gemeinsam sehen sie sich Hannes’ alte Super-8-Filme an. Auf einem der Filme erkennt Sebastian einen Erzieher, der Hannes damals gezeigt hat, wie man einen Bumerang baut. Diese Spur führt zu „Coolboy“, der ebenfalls von einem Erzieher gesprochen hat, der ihm gezeigt hat, wie man einen Bumerang baut. „Coolboy“ ist die entscheidende Spur. Sie führt zum Pädagogen Ralph Maeck.
Trotz aller Streitereien zwischen Claus und Schnabel kommen sich die beiden Männer zum ersten Mal näher. Schnabel erlaubt Claus bei der Verhaftung von Maeck anwesend zu sein. Am frühen Morgen wird Maeck von Schnabel und einer SEK-Einheit verhaftet. Claus verlässt seinen Wagen, um Maeck ins Gesicht zu sehen.
Claus besucht Heike an ihrer Schule und fragt, ob sie wieder zu ihm zurückkehrt. Heike ist von Claus gerührt. Er hilft ihr beim Aufräumen beim Schulgartenfest, und sie nehmen sich an die Hand. Claus fährt mit dem Fahrrad durch die norddeutsche Landschaft. Entspannt fährt er einen kleinen Hügel hinab. Er verschwindet aus dem Bild und taucht nicht mehr auf.

## Der wahre Fall
Es ist einer der spektakulärsten Fälle der deutschen Kriminalgeschichte: „Der Maskenmann“, der Kinder aus Schullandheimen, Internaten und Zeltlagern entführte, missbrauchte und ermordete. Hinter dem Phantom verbirgt sich der Pädagoge Martin Ney, der mindestens drei Morde und über 40 Sexualdelikte begangen hat.
1992 begann im Norden Deutschlands diese beispiellose Missbrauchsserie. Ein maskierter Mann drang in Schullandheime, Internate und Ferienlager ein, um sich an Jungen zu vergehen. Kurz darauf dann der erste Mord: Im Frühjahr 1992 nahm der damals 21-jährige Pädagoge Martin Ney in einem Internat im niedersächsischen Scheeßel an einem Seminar für Ferienbetreuer teil. Dort lernte er den 13-jährigen Stefan Jahr kennen. Am 31. März 1992 kehrte er zurück, weckte den schlafenden Jungen und nahm ihn mit. Martin Ney vergewaltigte und erwürgte ihn auf einem Feldweg und vergrub die Leiche in den Verdener Dünen. Drei Jahre später geschah der nächste Mord: Martin Ney entführte den 8-jährigen Dennis Rostel aus einem Zeltlager in Schleswig-Holstein. Zwei Wochen später wurde auch seine Leiche vergraben in einer Düne in Dänemark gefunden. 2001 – fast zehn Jahre nach dem Mord an Stefan Jahr – entführte der „Maskenmann“ den 9-jährigen Dennis Klein aus einem Schullandheim. Wochen später fanden Pilzsammler den Leichnam des Jungen in einem Wald.
Die Polizei ging rund 8.000 Hinweisen nach – vergeblich. Auch Stefans Vater Ulrich Jahr unterstützte die Ermittlungen. Er engagierte einen Privatdetektiv, bezahlte DNA-Tests, verteilte Flugblätter und war der Erste, der von einem Serienkiller sprach. Fast 40.000 Euro investierte er in die Jagd. Den Medien gegenüber äußerte er: „Ich muss wissen, wer es getan hat.“
Trotz aller Bemühungen der Polizei vergingen fast zwanzig Jahre, bis der Täter endlich überführt wurde. Die Aussage eines früheren Missbrauchsopfers brachte die Polizei endlich auf die richtige Spur. Im April 2011 legte der inzwischen 40-jährige Ney ein Geständnis ab. Er gab zu, Stefan Jahr, Dennis Rostel und Dennis Klein ermordet und etwa 40 weitere Kinder missbraucht zu haben.
Fast zwanzig Jahre war Ulrich Jahr dem Mörder seines Sohnes auf den Fersen. Am 27. Februar 2012 wurde der „Maskenmann“ zu einer lebenslangen Freiheitsstrafe mit Sicherungsverwahrung verurteilt. Neun Tage nach der Urteilssprechung starb Ulrich Jahr während einer Radtour an einem Herzinfarkt.

## Hintergrund und Unterschiede zum wahren Fall
Kurz nach der Festnahme von Martin Ney hat Drehbuchautor und Regisseur Damir Lukačević den Kontakt zu Ulrich Jahr aufgenommen, der sofort an einer Verfilmung seines Falls interessiert war.
Der Drehbuchentwicklung lag eine intensive Recherchearbeit zugrunde, bei der Lukačević neben Ulrich Jahr auch mit seiner Frau Petra, seinem Sohn Oliver und den ermittelnden Kommissaren Martin Erftenbeck und Uwe Jordan, sowie dem Profiler Alexander Horn gesprochen hatte. Ebenso hatte Lukačević mit anderen Beteiligten gesprochen: dem russischen Privatdetektiv, dem Hamburger Rechtsanwalt, dem Internatsleiter von Stefan Jahrs Internat in Scheeßel, sowie mit Martin W., der als Nebenkläger im Prozess gegen Martin Ney auftrat und dessen Aussage es zu verdanken ist, dass Martin Ney überführt wurde.
Nach Ulrich Jahrs Tod wurde das Projekt von seinem Sohn Oliver betreut, der die letzte Drehbuchfassung abgenommen hat und einen kleinen Cameoauftritt im Film als Polizist hat.
Die Dreharbeiten fanden im März und April 2015 in Berlin, Brandenburg und Niedersachsen statt.
Im Gegensatz zur Umsetzung im Film war Ulrich Jahr bei der Ergreifung des Täters nicht anwesend.
Die ermittelnden Kommissare Martin Erftenbeck und Uwe Jordan, sowie der Fallanalytiker Alexander Horn sind in die Figur des von Maxim Mehmet gespielten Kommissars Jan Schnabel eingeflossen. Der Rechtsanwalt, den der Vater im Film aufsucht, basiert auf dem Strafverteidiger Gerhard Strate, der Ulrich Jahr lange Zeit vertreten hatte.

## Kritiken
„Schon der Einstieg mit einem Kameraflug durchs Schneetreiben sorgt für einen Sog, der direkt in die Geschichte hineinzieht. Da sich die Handlung über zwei Jahrzehnte erstreckt, machen auch der Wandel von Mode, Frisuren und Technik einen gewissen Reiz des Films aus. Lukačević und Kameramann Jörg Widmer stellen das nie aufdringlich in den Vordergrund, aber gerade die Entwicklung der Informationstechnologie spielt eine große Rolle bei Jansens Recherchen. Zeitungsartikel und TV-Ausschnitte unterstreichen nicht nur die Authentizität der Ereignisse, sondern sorgen auch für eine optische Komplexität. Interessant ist auch Lukačević elliptische Erzählweise. Immer wieder spart er wichtige Momente aus und beschränkt sich auf die Szene danach. Die schöne Musik (Ingo Ludwig Frenzel) schließlich ist zwar zurückhaltend, aber dennoch auf unaufdringliche Weise präsent und wie der gesamte Film gefühlvoll, aber nie pathetisch.“

„Von Kriminalgeschichten, die reale Fälle nachzeichnen, geht eine düstere Faszination aus. Man kann, was einem präsentiert wird, nicht einfach als „eine Geschichte“ abtun. Schon die wenigen Sekunden, in denen die Kamera den Blickwinkel des Täters einnimmt, der in den Schlafsaal eines Schullandheims eindringt, um sich in aller Stille einen Jungen zu greifen, während auf der Tonspur einzig die Atemgeräusche des Mannes und sein Herzschlag liegen, ätzen sich tief ins Gedächtnis ein. Auch die Szene, in der ratlose, niedergeschmetterte Eltern ein Kinderzimmer betreten, um ihrem zweiten Sohn mit zusammengebissenen Zähnen vom Tod seines älteren Bruders zu erzählen, ist kaum zu ertragen. Dass die Verbrechen im Film nicht gezeigt und einzig in der erwähnten Szene angedeutet werden - und auch dort nur bis zur Verschleppung des Kindes - mindert das Grauen nicht. So entsteht ein beeindruckendes Stück. Aber wer Kinder hat, wird gleich nach dem Film in ihre Zimmer rennen, um nachzuschauen, ob sie noch da sind.“

„Die narrativ übermächtige Hauptfigur von „Im Namen meines Sohnes“ wird zwar mit Kraft und Energie von Tobias Moretti gespielt, filmisch aber behält Damir Lukačević durchaus eine gewisse Distanz aufrecht zu dieser tragischen Figur. Als sich der russische Privatdetektiv aus dem Leben Jansens verabschiedet, geschieht das beispielsweise in einer Landschaftstotalen: Melancholie liegt in der Luft. Das wohl Faszinierendste an diesem Film: Am Ende obsiegt das Gefühl, ohne dass die Darstellung ins allzu „Gefühlige“ abdriften würde. Moretti spricht von einer „minutiösen Welt der Zwischenräume“. Vielleicht berührt der Film deshalb nicht nur, sondern nimmt einen als Zuschauer richtig mit (weil man ihn vielschichtiger wahrnimmt). Und das Schicksal dieses Mannes bewegt einen mehr, als man (auch als abgebrühter Kritiker) lange Zeit annimmt. Den Schauer, der einem bei der letzten Einstellung, während man den Abspann liest, über den Rücken läuft, verspürt man jedenfalls nicht oft bei einem Fernsehfilm.“

„Zuweilen kommt einem das Leben vor wie eine unlösbare Mathematikaufgabe mit mehreren Unbekannten. Claus Jansen rechnet 19 Jahre, um eine Lösung zu finden. Er sucht den Unbekannten, der eines Nachts im Schulinternat seinen Sohn aus dem Bett entführte, ihn missbrauchte, umbrachte und in einer Düne vergrub. Die Lücke, die der ermordete Sohn in der Familie hinterlässt, wird für den Vater zum ständigen Aufenthaltsort, zu dem seine Frau Heike und der jüngere Sohn bald keinen Zugang mehr haben. Kein leichter Stoff für einen Montagsfilm des ZDF. Regisseur und Autor Damir Lukačević ist es dennoch gelungen, einen überaus sehenswerten und wichtigen Film zu machen; ohne Weichzeichner, doch immer behutsam und würdevoll.“

## Auszeichnungen
Bei seiner Premiere auf dem Filmfest Hamburg im Oktober 2015 erhielt der Film eine lobende Erwähnung.